# Antschischati

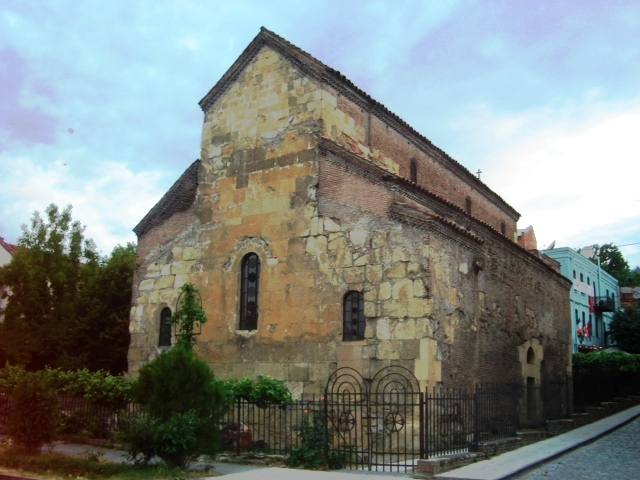
Antschischati-Basilika

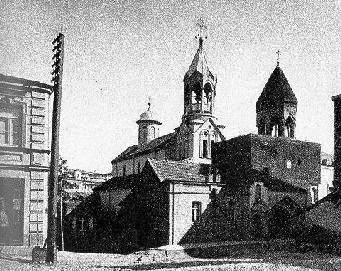
Antschischati-Basilika 1890

Die Antschischati-Basilika (georgisch ანჩისხატი) ist ein Kirchengebäude in der georgischen Hauptstadt Tiflis. Sie zählt zu den ältesten Sakralgebäuden in Georgien und beherbergte im 18. Jahrhundert eine der ersten Bildungseinrichtungen der Stadt.
Sie wurde im 6. Jahrhundert vom Erben König Wachtang I. Gorgassalis, Datschi Udscharmeli, dreischiffig errichtet. 1675 wurde sie vom Priester Domenty um einen freistehenden Glockenturm aus Backstein ergänzt. 1958 wurde die Kirche anlässlich des 1500-jährigen Jubiläums von Tiflis komplett restauriert.
Der ursprüngliche Name der Kirche ist unbekannt. Ihr heute gebräuchlicher Name ist einer angeblich wundertätigen Erlöser-Ikone aus dem 12. Jahrhundert entlehnt, die seit dem 17. Jahrhundert in der Kirche aufbewahrt wurde und heute im Staatlichen Museum der Künste Georgiens in Tiflis zu sehen ist. Die silberne Ikone (georgisch Chati) stammte aus der Antschi-Kirche im südlichen Georgien. Ihr Schöpfer war Beka Opisari, ein Silberprägemeister seiner Epoche.
Die Kirche beherbergte eine der ersten Bildungseinrichtungen von Tiflis. 1755 wurde in ihrem Hof ein kirchliches Seminar eingerichtet. Unter der Leitung von Philipp Kaitmasaschwili wurden dort Grammatik, Literatur, Logik, Mathematik und Physik gelehrt.
Der neunköpfige Chor der Antschischati-Basilika pflegt mittelalterliche polyphone Kirchen- und Volksmusik aus Georgien. Er wurde 1989 gegründet, unmittelbar nachdem in Georgien die Ausübung von Kirchenmusik wieder erlaubt war.
Am 29. August feiert die Georgisch Orthodoxe Apostelkirche den Tag der Antschischati-Basilika (georgisch Antschischatoba).